# Frank Hoffmeister (Schwimmer)
Frank Hoffmeister (* 9. Oktober 1965 in Erfurt) ist ein ehemaliger deutscher Schwimmer, der nach seiner Flucht aus der DDR ab 1985 für die Bundesrepublik Deutschland startete.

## Leben
Frank Hoffmeister besuchte in der DDR die Kinder- und Jugendsportschule, im Vorfeld der Olympischen Spiele von Los Angeles gehörte der Rückenspezialist zum erweiterten Nationalkader. Im Mai 1984 setzte er sich bei einem internationalen Schwimmwettkampf, dem Sieben-Hügel-Schwimmen in Rom, von der DDR-Mannschaft ab. Ein erster Versuch, bei der bundesdeutschen Botschaft in Rom vorstellig zu werden, misslang, da das Botschaftspersonal einen Betriebsausflug unternahm. Am darauffolgenden Tag bat er in der Botschaft um politisches Asyl, erhielt einen Reisepass und die Möglichkeit, per Flugzeug in die Bundesrepublik auszureisen. Dort kam Hoffmeister zunächst bei einer Tante in der Nähe von Bochum unter und setzte seine sportliche Laufbahn erfolgreich bei der SG Bochum-Wattenscheid fort. Bei den Deutschen Meisterschaften 1985 siegte er über 100 und 200 m Rücken. Im Oktober 1985 stimmte er einen Wechsel zur SG Hamburg und zu Trainer Jürgen Greve zu, verließ Hamburg jedoch aus persönlichen Gründen Mitte November 1985 wieder. Er schwamm zunächst wieder für die SG Bochum-Wattenscheid und wechselte dann nach Wuppertal. Bei den Deutschen Meisterschaften 1986 war er, nun für die Wasserfreunde Wuppertal startend, über 50 und 200 m Rücken erfolgreich. In den Jahren 1987, 1988 und 1989 dominierte er bei nationalen Meisterschaften die Rückendistanzen mit dem Gewinn von jeweils drei Titeln. Bei den ersten gesamtdeutschen Meisterschaften 1990 ging er für Wiesbaden an den Start und errang einen weiteren Titel über 100 m Rücken. In seiner aktiven Zeit stellte Frank Hoffmeister 32 DSV-Rekorde auf.
Nachdem er 1985 noch von sich aus auf eine Teilnahme an den Europameisterschaften in Sofia verzichtet hatte, da er in Osteuropa um seine Sicherheit fürchtete, gewann Hoffmeister bei den Weltmeisterschaften 1986 in Madrid über 200 m Rücken die Bronzemedaille, sowie zusammen mit Bert Goebel, Michael Groß und André Schadt Silber mit der 4 × 100-m-Lagenstaffel. Im darauffolgenden Jahr holte er bei den Europameisterschaften in Straßburg erneut Bronze über 100 m Rücken. Bereits im Februar 1987 war Hoffmeister über 50 m Rücken mit 25,47 Sekunden Europarekord auf der Kurzbahn geschwommen, den er im März 1991 zweimal verbessern und auf 25,24 Sekunden steigern konnte.
1988 nahm er an den Olympischen Spielen von Seoul teil, konnte seine selbstgesteckten sportlichen Ziele dort aber nicht verwirklichen. Im Finale über 100 m Rücken belegte er Platz sieben, über 200 m Rücken verpasste er den Endlauf, konnte aber das B-Finale für sich entscheiden. Mit der 4 × 100-m-Lagenstaffel verfehlte er mit Rang vier eine Olympiamedaille hingegen nur knapp.
Nach der Wiedervereinigung gehörte Hoffmeister zur ersten gemeinsamen deutschen Schwimmmannschaft bei den Weltmeisterschaften 1991 in Perth, wo er nochmals zusammen mit Christian Poswiat, Michael Groß und Dirk Richter eine Bronzemedaille mit der 4 × 100-m-Lagenstaffel gewann.
Frank Hoffmeister lebt heute als freier Fotograf in Berlin.